# Poljatschkowo
Poljatschkowo (russisch Полячково) ist ein Dorf (derewnja) in der Oblast Kursk in Russland. Es gehört zum Rajon Lgow und zur Landgemeinde (selskoje posselenije) Iwantschikowski selsowjet.

## Geographie
Der Ort liegt gut 56 km Luftlinie nordwestlich des Oblastverwaltungszentrums Kursk im südwestlichen Teil der Mittelrussischen Platte, 9 km nordöstlich des Rajonverwaltungszentrums Lgow, 1,5 km vom Sitz des Dorfsowjet – Iwantschikowo, 62 km von der Grenze zwischen Russland und der Ukraine, am Fluss Prutischtsche im Becken des Seim.

### Klima
Das Klima im Ort ist wie im Rest des Rajons kalt und gemäßigt. Es gibt während des Jahres eine erhebliche Niederschlagsmenge. Dfb lautet die Klassifikation des Klimas nach Köppen und Geiger.

## Bevölkerungsentwicklung
| Jahr | Einwohner |
| ---- | --------- |
| 2002 | 285       |
| 2010 | 227       |

Anmerkung: Volkszählungsdaten

## Verkehr
Poljatschkowo liegt 16 km von der Straße regionaler Bedeutung 38K-017 (Kursk – Lgow – Rylsk – Grenze zur Ukraine) als Teil der Europastraße E38, 6 km von der Straße 38K-023 (Lgow – Konyschowka), 13 km von der Straße interkommunaler Bedeutung 38N-362 (38K-017 – Nikolajewka – Schirkowo), an den Straßen 38N-437 (38K-023 – Olschanka – Marmyschi – 38N-362) und 38N-435 (38N-437 – Poljatschkowo), 4,5 km von der nächsten Eisenbahnhaltestelle 565 km (Eisenbahnstrecke Nawlja – Lgow-Kijewskij) entfernt.
Der Ort liegt 150 km vom internationalen Flughafen von Belgorod entfernt.